# 南海峽
69°2′S 39°33′E / 69.033°S 39.550°E
南海峽，是南極洲的海峽，位於毛德皇后地的哈拉爾王子海岸，處於翁古爾島和特群島之間，根據挪威探險隊拍攝的空中照片繪入地圖，現時由南極條約體系管理。

## 外部連結
- . . United States Geological Survey.   [2013-10-22].
- 本条目引用的公有领域材料来自美国地质调查局的文档《南海峽》 （資料來自地名信息系统）。